# 1400 en santé et médecine
| Années de la santé et de la médecine : 1397 - 1398 - 1399 - 1400 - 1401 - 1402 - 1403    |
| Décennies de la santé et de la médecine : 1370 - 1380 - 1390 - 1400 - 1410 - 1420 - 1430 |

Cet article présente les faits marquants de l'année 1400 en santé et médecine.

## Événements
- 18 juin : fondation de l'hôpital Notre-Dame de Lorette à Douai, par testament de Jean de Rocquignies[1].
- L'hôtel-Dieu de Pont-de-Veyle en Bresse savoyarde, destiné à l'accueil des passants depuis sa fondation en 1322, devient « une maison de charité pour secourir les pauvres de la ville[2] ».
- Mention de la fondation d'une léproserie à Kotor, port  serbe sur  l'Adriatique[3].
- Avant 1400 : fondation de l'hôpital de Douai vieux, « pour sept pauvres béguines[4] ».
- 1400-1401 : fondation par Martin Ier, roi d'Aragon, du Collège royal des médecins de Barcelone (Colegio de Médicos de Barcelona[5]'[6]).

## Naissances
- Giovanni Matteo Ferrari (eo) (mort en 1472), professeur de médecine à l'université de Pavie, auteur d'un recueil de Consilia publiés à Pavie peu après sa mort[7].
- 1400 ou 1401 : Henri Arnault de Zwolle (mort en 1466), médecin, astronome et organiste de Philippe le Bon, duc de Bourgogne[8],[9].
- Vers 1400 ou 1410 : Johannes Hartlieb (mort en 1468), médecin bavarois au service des   ducs Louis VII, Albert III et Sigismond, ainsi que d'Albert VI, duc Autriche, traducteur du latin en allemand et auteur de divers ouvrages parmi lesquels il faut compter un important herbier (Kräuterbuch) rédigé vers 1440[10],[11].

## Décès
- Bernardus de Florentia (né à une date inconnue), professeur de médecine à Florence[12], auteur d'une Questio que scientiarum vel artium nobilitate prefulgeat an medicine vel legis[13].